# Konstantin Semprich
Konstantin Semprich – burmistrz Raciborza w latach 1848–1870.
Konstantin Semprich był syndykiem miejskim. W 1848 roku, po śmierci Theodora Schwarza został wybrany na burmistrza Raciborza. Stanowisko to piastował przez prawie 4 kadencje (22 lata), do 1870 roku.